# Le Petit Poucet (film, 2001)
Pour les articles homonymes, voir Le Petit Poucet (homonymie).
Pour plus de détails, voir Fiche technique et Distribution.
Le Petit Poucet est un film français réalisé par Olivier Dahan, sorti en 2001.
Il s'agit d'une nouvelle adaptation cinématographique du conte Le Petit Poucet de Charles Perrault.

## Synopsis
Le Petit Poucet est une adaptation cinématographique d'un conte de Charles Perrault, racontant ici les aventures d'un jeune garçon et de ses frères abandonnés dans la forêt par leurs parents, de pauvres bucherons.

## Fiche technique
- Titre français : Le Petit Poucet
- Réalisation : Olivier Dahan
- Scénario : Olivier Dahan, adapté par Agnès Fustier-Dahan, d'après le conte de Charles Perrault
- Musique : Joe Hisaishi
- Décors : Michel Barthélémy
- Costumes : Gigi Lepage
- Photographie : Alex Lamarque
- Son : Jean-Paul Hurier, Marc-Antoine Beldent, Philippe Amouroux
- Montage : Juliette Welfling
- Production : Éric Névé

Production associée : Jean-Pierre Dionnet
- Sociétés de production[1] : BAC Films, Studiocanal, France 3 Cinéma, Des Films, La Chauve Souris et CNC
- Sociétés de distribution : BAC Films
- Budget : 10 230 000 €[2]
- Pays d'origine :  France
- Langue originale : français
- Format[3] : couleur (Duboicolor) - 35 mm - son DTS | Dolby Digital
- Genre : fantastique, drame, conte
- Durée : 90 minutes
- Dates de sortie[4] :
  - France, Suisse romande : 17 octobre 2001[5]
  - Belgique : 24 octobre 2001[6]
- Classification[7] :
  - France : tous publics (conseillé à partir de 8 ans)[8],[9]
  - Belgique : tous publics (Alle Leeftijden)[6]
  - Suisse romande : interdit aux moins de 10 ans[10]

## Distribution
- Nils Hugon : Poucet
- Catherine Deneuve : La reine
- Raphaël Fuchs-Willig : Pierrot
- William Touil : Martin
- Pierre-Augustin Crenn : Jacques
- Théodule Carré-Cassaigne : Joseph
- Hanna Berthaut : Rose, la fille de l'ogre
- Romane Bohringer : La mère de Poucet
- Pierre Berriau : Le père de Poucet
- Dominique Hulin : L'ogre
- Élodie Bouchez : La femme de l'ogre
- Samy Naceri : Le soldat à la jambe de fer
- Saïd Taghmaoui : Le chef de troupe
- Clément Sibony : Le soldat mourant
- Carlo Brandt : Le cavalier
- Jean-Paul Rouve : Le cavalier de la reine
- Maurice Barthélemy : Le cavalier de la reine
- Romain Duris : Un garde de la reine
- Michel Duchaussoy : Le narrateur / Poucet âgé